# Tlaltícpac

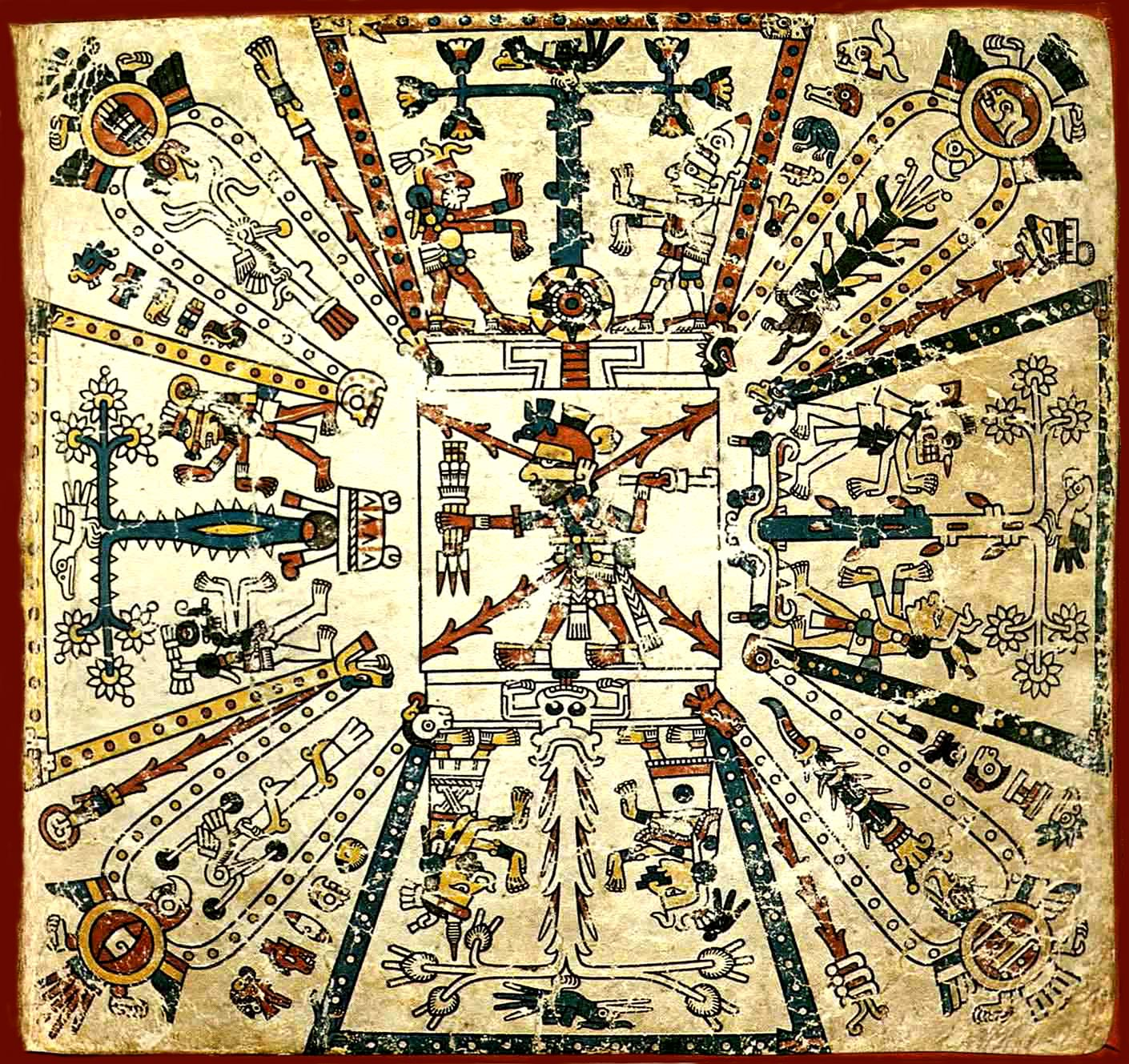
Las regiones horizontales, Códice Fejérváry-Mayer.

Tlaltícpac (del náhuatl: Tlaltikpak ‘sobre la tierra’‘tlalli, tierra; -ikpak, encima de’) en la mitología mexica, o Taltepactli en la mitología nahua de la Huasteca, es el mundo o la región horizontal intermedia del Cemanáhuac en la cosmogonía náhuatl, el plano que corresponde a la Tierra, visto como una región donde los dioses la adornan con su hacer y su deshacer, diversas tierras y aguas, montes y llanuras, árboles y flores, animales y hombres donde nacen, cambian y desaparecen.
Es un lugar donde nada es eterno, todo es frugal, en su concepción filosófica es transitorio y deberá terminar, es la tierra que se pisa, por lo mismo es el lugar de acción, de concreción, donde se pone a prueba todo lo que ha aprendido y trabajado donde finalmente los guerreros se cruzan sus batallas luchando contra sí mismo. El trabajo en este plano es trascendental porque tiene como finalidad tratar de encontrar el centro de las cosas para vivir una forma de vida llamada nican axcan.

## Visión del mundo
Se imagina como una extensión cuadrada rodeada de ateotl (agua divina), que en sus bordes se eleva como una gran pared que la une con los cielos, y definida por los cuatro puntos cardinales o cuatro vientos y las fuerzas que emanan de ellos, y sostenida por un eje al centro donde convergen esas fuerzas.
- Este: Reino gobernado por Xipe Tótec, pero dominado principalmente por Tláloc, dios del rayo, de la lluvia y de los terremotos, por lo que sus dominios eran fértiles y había abundancia en todas las siembras, era el lado masculino, su símbolo la caña.
- Oeste: Reino gobernado por Quetzalcóatl, donde residía la estrella de la tarde, Venus, un lugar femenino representado por el color blanco y el símbolo casa.
- Sur: Reino gobernado por Huitzilopochtli con el color azul, lugar de la vida y el símbolo conejo.
- Norte: Reino gobernado por Tezcatlipoca con el color negro, lugar de la muerte y el cuchillo de pedernal como símbolo.

El centro es custodiado por Xiuhtecuhtli, dios del fuego, el punto de unión de la tierra y el cielo, de los cuatro rumbos del mundo, entre el mundo superior y el inferior, entre aguas celestes y vientos. Así, el organismo humano está inserto en el cosmos y forma parte de los cinco elementos junto con el aire, la tierra, el fuego y el agua.